# Kovács László (festő)
Kovács László (Budafok, 1944. március 25. – Budapest, 2006. január 11.) magyar festőművész.

## Életpályája
1962-ben végzett a Kölcsey Gimnáziumban, mellette Dési Huber Rajzkörbe járt. 1962-67 között a Magyar Képzőművészeti Főiskolára járt, mestere Bernáth Aurél volt. 1968-79 között a Fiatal Képzőművészek Stúdiója, 1976-tól a Magyar Képzőművészek és Iparművészek Szövetsége tagja. 1997-től haláláig az Eszterházy Károly Tanárképző Főiskola Rajz Tanszékének vezetője volt.

## Díjai, elismerései
- 1971-1974 Derkovits-ösztöndíj
- 1980 József Attila születésének 75. évfordulójára rendezett kiállítás, a Kulturális Minisztérium díja.
- 1983 I. Szegedi Táblaképfestészeti Biennále, munkajutalom
- 1985 II. Szegedi Táblaképfestészeti Biennále, a Fesztivál Intézőbizottságának díja.
- 1987 III. Szegedi Táblaképfestészeti Biennále, munkajutalom
- 1992 Munkácsy Mihály-díj
- 1994 „Európa Elrablása” kiállítás, Magyar Alkotóművészek Országos Egyesülete (MAOE) díja.
- 1999 „Melankólia” kiállítás, Magyar Festők Társasága díja.
- 2000 „Corpus Regni”, kiállítás, MAOE-díja
- 2000 „Bacchanália”, kiállítás, grafikai fődíj
- 2002 III. Szekszárdi Festészeti Triennálé, MAOE-díja.

## Kiállításai (válogatás)

### Csoportos kiállítások
- Fiatal Képzőművészek Stúdiójának éves kiállításai (Műcsarnok, Budapest, 1976; Duisburg, 1977; Salon des Indépendants, Párizs, 1977; Isztambul; Jubileumi STÚDIÓ 1958-78, Magyar Nemzeti Galéria, Budapest.
- 1972-1974 Derkovits-ösztöndíjasok kiállítása, Szombathely.
- 1974 11 fiatal képzőművész kiállítása, István Király Múzeum, Székesfehérvár.
- 1978 Képzőművészeti Világhét, Zalaegerszeg.
- 1978 Festészet ’77, Magyar Képzőművészek és Iparművészek kiállítása, Műcsarnok, Budapest.
- 1980 József Attila emlékkiállítás, Petőfi Irodalmi Múzeum, Budapest.
- 1980 Mai magyar festészet, Bukarest (RO).
- 1980 Ohridi Művésztelep, Ohrid (Macedónia).
- 1983-87 I-III. Szegedi Táblakép-Festészeti Biennálé, Móra Ferenc Múzeum, Szeged.
- 1986 XXV. Szegedi Nyári Tárlat, Móra Ferenc Múzeum, Szeged.
- 1993 Öt kortárs magyar képzőművész munkái, Bonn (D).
- 1993 Kortárs Gyűjtemény a Kecskeméti Cifra Paolotában, Kecskeméti Képtár; Budapest Történeti Múzeum, Budavári Palota E épület, Budapest.
- 1994 Móri Művésztelep, (Képző- és Iparművészeti Szabadiskola Alapítvány), Mór.
- 1994 „Európa Elrablása”, Magyar Festők Társasága, Vigadó Galéria, Budapest.
- 1994 Élő művészet – Válogatás a T-Art Alapítvány gyűjteményéből, Megyeháza, Szeged.
- 1995 XXVIII. Szegedi Nyári Tárlat, Móra Ferenc Múzeum, Szeged.
- 1996-97 Az 1956-os forradalomra emlékezünk - I. Szekszárdi Festészeti Triennálé: Áramlatok, Magyar Festők társasága, Művészetek Háza, Szekszárd.
- 1997 Fehér Képek, Magyar Festők Társasága, Vigadó Galéria, Budapest.
- 1998 T-ART Gyűjtemény I. - Festészet, Vigadó Galéria, Budapest.
- 1998 Belső Rajz, Országos Minirajz Kiállítás, Belvárosi Művészek Társasága, Nádor Galéria, Budapest.
- 1998 Szabad Kézzel - Heves Megye Képző- és Iparművészeinek kollektív kiállítása, Tábornok Ház, Eger.
- 1998 Kollázs, Magyar Képzőművészeti és Iparművészeti Társaságok Szövetsége, Vigadó Galéria, Budapest; Művészetek Háza, Szekszárd.
- 1998 XVI. Országos Akvarell Biennálé, Trinitárius Templom, Eger (katalógus).
- 1998 Ecce Homo, Magyar Képzőművészeti és Iparművészeti Társaságok Szövetsége, Műcsarnok, Budapest.
- 1998-99 IX. Országos Rajzbiennálé, Nógrádi Történeti Múzeum, Salgótarján.
- 1999 Betű a képben – Paul Klee emlékezete, II. Szekszárdi Festészeti Triennálé, Magyar Festők Társasága, Művészetek Háza, Szekszárd.
- 1999 I. Országos Papírművészeti Kiállítás, Vaszary Képtár, Kaposvár.
- 1999 Nemzetközi Kovács Kiállítás, Magyar Festők társasága, Magyar Grafikusművészek Szövetsége, Magyar Szobrász Társaság, Szombathelyi Képtár, Szombathely.
- 1999 Jubileumi kiállítás, Magyar Nagykövetség, Washington (USA).
- 1999 Melankólia, Magyar Festők Társasága, Ernst Múzeum, Budapest.
- 2000 Corpus Regni, Szinyei Merse Pál Társaság, MűvészetMalom, Szentendre.
- 2000 Dialógus – Festészet az ezredfordulón, MAOE, Műcsarnok, Budapest.
- 2000 Pest Megyei Tárlat 2000, MűvészetMalom, Szentendre.
- 2000 Máskor, máshol, Magyar Festők Társasága, Móra Ferenc Múzeum Képtára, Szeged (katalógus).
- 2000 IV. Országos Pasztell Biennálé – Történelmi Veduták, Vármúzeum, Rondella, Esztergom (katalógus).
- 2000 „Bacchanália”, Patak Galéria, Szigetszentmiklós.
- 2000 Naturalizmus – Realizmus – Verizmus, Válogatás a KMG gyűjteményéből, Kortárs Magyar Galéria, Dunaszerdahely (SZ).
- 2001 Kép Párok, Magyar Festők Társasága, BÁV Rt. Kiállítóterme, Budapest.
- 2001 Fény és árnyék – Kontrasztok a festészetben, Magyar Festők Társasága, Kecskeméti Képtár, Kecskemét.
- 2001 Ab ovo tojás, Vigadó Galéria, Budapest (katalógus).
- 2001 Mű és emlék – Az építészet mint ihletforrás, Godot Galéria, Budapest.
- 2001 XXXI. Szegedi Nyári Tárlat, Móra Ferenc Múzeum Képtára, Szeged (katalógus).
- 2001 Díjazottjaink 1996-2000, Magyar Festők Társasága, Újpesti Galéria, Budapest; Kortárs Magyar Galéria, Dunaszerdahely.
- 2001-02 Belső táj, MAOE, Vigadó Galéria, Budapest.
- 2002 REGIOART Egyesület kiállítása, Jazz Galéria, Budafok.
- 2002 XVIII. Országos Akvarell Biennálé, Trinitárius Templom, Eger.
- 2002 IX. Táblaképfestészeti Biennálé, Szeged.
- 2002 XI. Országos Rajzbiennálé, Magyar Grafikusművészek Szövetsége, A Magyar Grafikáért Alapítvány, Nógrádi Történeti Múzeum, Salgótarján.
- 2002-03 Hajó c. országos festészeti kiállítás, Magyar Festők társasága, Vigadó Galéria, Budapest.
- 2002-03 Gulácsy Lajos Emlékezete, III. Szekszárdi Festészeti Triennálé, Magyar Festők társasága, Művészetek Háza, Szekszárd.
- 2003 Fészek, V. Patak Galéria Fesztivál, Városi Galéria, Szigetszentmiklós.
- 2003 A töredék metaforái, Magyar Festők Társasága, Vigadó Galéria, Budapest.
- 2003 A lélek útja – Változatok a láthatatlan bemutatására, MAOE, Vigadó Galéria, Budapest (katalógus).
- 2003 A festészet vége? , Magyar Festők Társasága, Olof Palme-Ház, Budapest.
- 2003 REGIOART Egyesület kiállítása, Barátság Művelődési Központ, Százhalombatta; Pelikán Galéria, Székesfehérvár.
- 2003 Holland – Magyar Kulturális Nap (a REGIOART szervezésében), Falumúzeum, Törökbálint.
- 2003 Kepes György Nemzetközi Művésztelep, Megyei Művelődési Központ, Eger.
- 2003 Huntenkunst, Houtkamphal, Doetinchem (NL).
- 2004 Kollázsok és síkplasztikák, Magyar Festők Társasága, Körmendi Galéria, Sopron.
- 2004 Az Egri Eszterházy Károly Főiskola Rajz-vizuális kommunikáció Tanszék művésztanárainak kiállítása, Csók István Galéria, Budapest.
- 2004-05 Labirintus, Magyar Festők Társasága, Újpest Galéria, Budapest.
- 2005 Festészet Napja, MKISZ Festő Szakosztálya, Erzsébet téri Gödör, Budapest.
- 2005 Kortárs Magyar Galéria, Vermes Villa, Dunaszerdahely.
- 2005 Tendenciák 2005, MKISZ Festő Szakosztálya, Művészetek Háza, Szekszárd.
- 2005 Budaörs a budaörsi művészekért - I. Képzőművészeti Aukció, Gr. Bercsényi Zsuzsanna Városi Könyvtár Galéria, Budaörs.
- 2005 XXXVI. Szegedi Nyári Tárlat, Képtár, Szeged.
- 2005 Leopold Mozart, REGIOART, Leopold Mozart Zeneiskola kamaraterme, Budaörs.
- 2005 Belső utak, Magyar Festők Társasága, Újpesti Galéria, Budapest.
- 2006 Csak tiszta forrásból (Bartók Béla születésének 125. évfordulója alkalmából), MAT XVII Egyesület, Rákosliget.
- 2006 XI. Táblaképfestészeti Biennálé, Olasz Kulturális Központ, Szeged.
- 2006 Faktúra – tapintásélmény a festészetben, Magyar Festők Társasága, Csepel Galéria, Budapest.

### Egyéni kiállításai
- 1974 Stúdió Galéria, Budapest.
- 1979 Stúdió Galéria, Budapest.
- 1981 Móri Művelődési Központ, Lamberg-kastély, Mór.
- 1988 Jókai Mór Művelődési Ház, Budaörs.
- 1989 Vigadó Galéria, Budapest.
- 1991 Künstlerbahnhof Messel, Darmstadt (D)
- 1992 „Budaörs”, Szent Kristóf Teremgaléria, Budapest.
- 1995 Vigadó Galéria, Budapest.
- 1995 MOL Rt. Székház, Szolnok.
- 1996 Városi Könyvtár Galéria, Budaörs.
- 1996 Horváth Endre Galéria, Balassagyarmat.
- 1998 Gimnázium, Pannonhalma.
- 1999 Amerikai Magyar Örökség Centrum, New Jersey (USA).
- 1999–2000 Mesterek és tanítványok III., Megyei Művelődési Központ Kisgalériája, Eger.
- 2000 Szent Kristóf Jazz Galéria, Budapest.
- 2001 Pelikán Galéria, Székesfehérvár.
- 2003 Vigadó Galéria, Budapest.
- 2003 Főpróba, Zichy major, Budaörs.
- 2005 Templom Galéria, Eger.

### Halálát követően
- 2006 „Hommage à Mozart” (számítógépes grafikáiból), Leopold Mozart Zeneiskola kamaraterme, Budaörs.
- 2008-09 60 éves az Eszterházy Károly Főiskola Vizuális Művészeti Tanszéke, Kepes György Vizuális Központ, Eger.
- 2009 „Mestereink voltak...” Emlékkiállítás, Eszterházy Károly Főiskola, Oratorium Artium Pyrkerianum (Kápolna), Eger.

## Alkotásai (válogatás)

### Közgyűjteményben
- Magyar Nemzeti Galéria, Budapest.
- Budapesti Történeti Múzeum, Fővárosi Képtára, Budapest.
- Janus Pannonius Múzeum, Pécs.
- Kecskeméti Képtár, Kecskemét.
- Kortárs Magyar Galéria, Dunaszerdahely.
- Városi Gyűjtemény, Győr.
- Fiatal Képzőművészek Stúdiója Egyesület (FKSE), Budapest.

### Köztéren
- 1979 Gulliver, sgraffito falkép, 2 db, egyenként 3x6,4 m (38,4 m2), 2. sz. Általános Iskola, Szeged-Kiskundorozsma.
- 1988 Kerámia falkép, 2,5x13,5 m (33,75 m2), 3. sz. Általános Iskola, Bonyhád.
- 1998 Feltámadás üvegablak, (25 m2), Diákkápolna, Pannonhalma.
- 2001 Villa Citadella, Eger, beltéri sgraffito falkép, 2x4 m (8 m2), Villa Citadella Panzió, Eger, [leporelló ismertető].
- 2003 Szabadság út utcatábla, kültéri samott, kb. 25x55 cm, Budaörs.
- 2004 Kerámia-oszlop (Időtorony), kollektív munka, kültéri samott, magassága kb. 4 m, Régészeti Gyűjtemény, Budaörs.